# Euphorbia caterviflora
Euphorbia caterviflora är en törelväxtart som beskrevs av Nicholas Edward Brown. Euphorbia caterviflora ingår i släktet törlar, och familjen törelväxter. Inga underarter finns listade i Catalogue of Life.